# 胡嘉烈
胡嘉烈，新加坡著名华商。浙江省慈溪县胡家坟人。祖父胡开泰，是前慈溪商会会长。

## 生平
1924年离开中国去新加坡闯荡，从做学徒起家。1928年，就职于新加坡万兴百货公司。1935年，在新加坡创办兴企业公司，在南洋拓展业务，并在上海设有立兴申庄。后成为南洋巨商，经营业务遍及印度尼西亚、马来西亚、泰国、英国、香港、加拿大等地区。
1965年，出任新加坡三江会馆监察主任。发起成立新加坡宁波同乡会，并出任同乡会主席，连任多届。
其热衷办学，与陈嘉庚，胡文虎齐名，三人有“办学三贤”之誉。
后人刘颂铭，娶港姐陈伶俐。